# بيعر (بكيل المير)

تعديل مصدري - تعديل

بيعر هي إحدى قرى عزلة عزمان بمديرية بكيل المير التابعة لمحافظة حجة، بلغ تعداد سكانها 193 نسمة حسب تعداد اليمن لعام 2004.